# Parc naturel régional Oise-Pays de France
Le parc naturel régional Oise-Pays de France, créé le 13 janvier 2004 par décret du Premier ministre, s'étend sur 70 communes des départements de l'Oise et du Val-d'Oise. C'est un des rares parcs répartis sur deux régions administratives (régions Île-de-France et Hauts-de-France), le quatrième PNR des Hauts de France et le 4e créé en Île-de-France.
Le parc a pour mission essentielle de préserver un territoire péri-urbain, d'une grande richesse historique et architecturale avec plus d'une centaine de monuments historiques classés ou inscrits, mais menacé par la pression foncière due à la proximité de l'agglomération parisienne et de l'aéroport de Paris-Charles-de-Gaulle. Situé pour l'essentiel sur la rive gauche de l'Oise, faisant la liaison entre le pays de France, au sud, et la plaine du Valois, à l'est, le territoire se caractérise par la présence de trois massifs forestiers totalisant près de vingt mille hectares, mais également par de petites rivières formant des zones humides au riche biotope, ainsi que quelques landes à bruyères.

## Territoire du parc

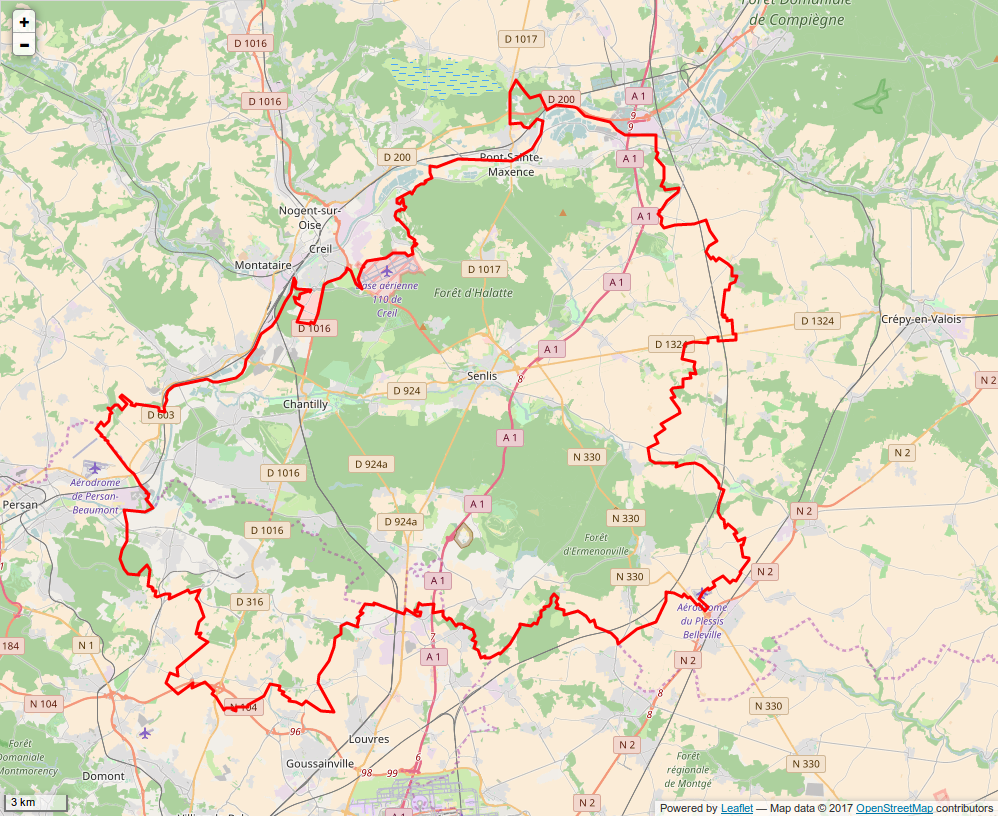
Périmètre du PNR à sa création. Voir aussi le périmètre actuel sur le site officiel.

### Situation
Le parc naturel régional Oise-Pays de France se situe au sud de la région Hauts-de-France, et au nord de la région Île-de-France, à environ 80 kilomètres au sud d'Amiens et 30 km au nord de Paris. Il regroupait à sa création 41 communes de l'Oise et 14 communes du Val-d'Oise. À la suite d'un élargissement, le 18 janvier 2021, ce chiffre est passé à 45 communes dans l'Oise et 25 dans le Val-d'Oise.
La zone du parc se situe en quasi-totalité sur la rive gauche de l'Oise, de Rhuis au nord à Asnières-sur-Oise au sud, hormis la seule commune de Boran-sur-Oise, située sur la rive droite. Le parc est à dominante forestière à l'ouest et agricole à l'est et au sud, majoritairement constituée de grande culture céréalière.
Il intègre les trois grands massifs forestiers de Chantilly, Halatte et Ermenonville, ce qui lui a d'ailleurs valu son premier nom : parc naturel régional des Trois Forêts, renommé à sa création en « Oise-Pays de France », marquant mieux sa position géographique unissant le vieux pays de France et la vallée de l'Oise. Le parc intègre également les villes historiques de Chantilly, Creil, Pont-Sainte-Maxence et Senlis.
En effet, bien que possédant majoritairement un caractère rural, la majorité des communes possédant moins de 2 000 habitants, le territoire du parc comprend en son centre la ville de Senlis (15 000 habitants) ainsi que l'agglomération cantilienne (Chantilly, Gouvieux et Lamorlaye, totalisant 45 000 habitants). Les marges du territoire sont directement influencées par des agglomérations situées sur ses franges : Creil (36 000 habitants) et Pont-Sainte-Maxence (13 000 habitants) communes de la vallée de l'Oise, en frange nord du territoire ; Fosses (10 000 habitants) en frange sud-est.
Le parc forme un espace relativement cohérent, qui se distingue des principales zones géographiques qui l'entourent : la vallée de l'Oise à l'ouest, formant un axe de communication particulièrement industrialisé, la plaine agricole du Valois à l'est, située au-delà de la LGV Nord, les zones urbanisées de la plaine de France ainsi que l'aéroport Paris-Charles-de-Gaulle au sud, appartenant à l'agglomération parisienne.

### Géomorphologie
Le relief est assez peu accentué : le parc forme la partie occidentale du plateau calcaire du Valois, dominé par quelques buttes témoins : le mont Pagnotte, situé en forêt d'Halatte, est le plus élevé, avec une altitude de 221 m. Les buttes de Saint-Christophe (également en forêt d'Halatte), de Montépilloy, de Châtenay-en-France ou encore de Mareil-en-France constituent les autres sommets du territoire.

### Hydrographie
Les vallées, parcourues par des rivières de faible débit, sont peu marquées. Le réseau hydrographique, qui relèvent intégralement du bassin versant de l'Oise, représente un linéaire de 170 kilomètres. Hormis l'Oise, les principales rivières sont la Nonette, la Thève et son affluent l'Ysieux. Les cours d'eau forment en certains points des marais ainsi que des prairies humides, constituant des écosystèmes remarquables. Les zones sableuses particulièrement pauvres sont généralement couvertes de forêts, hormis le cas singulier de la Mer de sable, transformée en parc d'attraction. Les landes à bruyères d'Ermenonville, autrefois dédiées au pâturage de troupeaux d'ovins, sont depuis le XIXe siècle plantées de résineux.

### Infrastructures
Le parc est traversé par d'importants réseaux de communication : l'autoroute A1, qui le rend facilement accessible de Paris, Amiens ou Lille, ainsi que les anciennes routes nationales 16 et 17. Le tronçon nord de la Francilienne borde la limite sud du parc. La ligne de Paris-Nord à Lille ainsi que la LGV Nord traversent également le territoire du parc.

### Patrimoine naturel

#### Protections
Avant même la mise en place du parc, son territoire bénéficiait de plusieurs protections au titre des sites naturels toujours existant. On dénombre ainsi parmi la vingtaine de sites naturels inscrits, la vallée de la Nonette, couvrant 49 communes appartenant toutes au parc. Par ailleurs, on compte huit sites classés : le domaine de Chantilly, La forêt d'Halatte, la forêt d'Ermenonville et de la Haute-Pommeraie, ainsi que le domaine de Valgenceuse, le vieux moulin d'Ermenonville et l'entrée du parc Jean-Jacques-Rousseau. Dans le Val-d'Oise, la butte de Châtenay et la vallée de l'Ysieux sont aussi des sites classés.
Les sites Natura 2000 couvrent 20 % du territoire du parc. Ils sont au nombre de quatre : une zone de protection spéciale (ZPS), Forêts picardes : massif des Trois Forêts et Bois du Roi, et trois zones spéciales de conservation : coteaux de l'Oise autour de Creil, coteaux de la vallée de l'Automne et massifs forestiers d'Halatte, de Chantilly et d'Ermenonville. On compte enfin une dizaine de zones naturelles d'intéret écologique, faunistique et floristique (ZNIEFF) de type 1 et quatre de type 2, qui permettent un inventaire complet des différents habitats naturels et espèces de flores et de faunes de son territoire.

#### Habitats

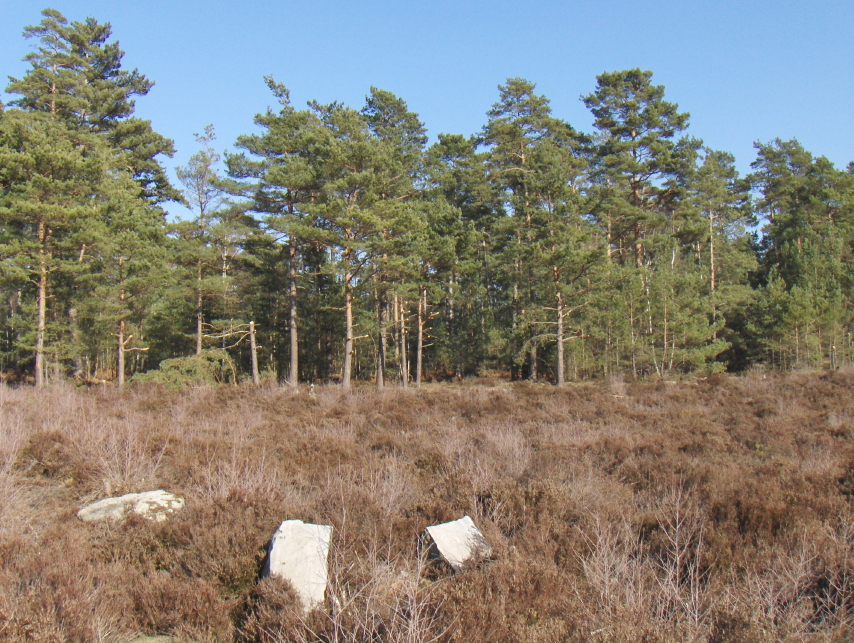
Landes de bruyères et pins sylvestres en forêt d'Ermenonville, parcelle 162.

Le milieu naturel le plus emblématique du parc est bien évidemment la forêt. Les 20 000 hectares de massifs forestiers s'avèrent très diversifiés : la forêt de Chantilly se caractérise par d'anciens taillis sous futaie qui favorisaient la présence de grands gibiers, en cours de reconversion vers la futaie. Une ville voisine dispose d’ailleurs du musée de la Vénerie de Senlis], installé dans l'ancien prieuré Saint-Maurice, à Senlis (Oise), en mémoire d’un mode de chasse qui consiste à poursuivre un animal sauvage. La forêt d'Ermenonville est connue pour ses anciennes landes sableuses en grande partie replantées de pins depuis le XIXe siècle. Enfin, la forêt d'Halatte, ancienne forêt royale, comporte les plus anciennes futaies « cathédrales » de hêtres du parc.
Mais d'autres types d'habitats naturels remarquables sont présents aussi sur ce territoire. Il s'agit tout d'abord des marais et prairies humides liés aux rivières, que ce soit la Nonette ou la Thève. Certains de ces zones ont connu des aménagements hydrauliques sous la forme d'étangs, les plus célèbres étant les Étangs de Commelles. Le territoire du parc comporte encore 150 ha de landes sèches, qui se trouvent principalement en forêt d'Ermenonville : héritées des anciennes pratiques agro-pastorales liés aux élevages de moutons, ces formations végétales composées principalement de bruyères abritent une faune spécifique : oiseaux et. Le dernier type d'habitat naturel caractéristique consiste en des pelouses calcicoles situées principalement sur les coteaux de l'Oise. Ces derniers, anciens lieux de pâturages aujourd'hui abandonnés, comportent notamment des reptiles rares dans la région.

#### Faune et flore
La diversité des milieux naturels, forestiers ou humides, favorisent la présence d'une faune abondante. Le cerf élaphe est particulièrement présent dans les massifs forestiers. De nombreux insectes sont présents, comme le lucane cerf-volant, plus grand scarabée d'Europe, ou la phalène du tilleul. On peut également y observer des amphibiens, en particulier près des étangs de Commelles, comme le triton crêté, ou de nombreux oiseaux, parfois assez rares, comme l'engoulevent d'Europe, la bondrée apivore, le busard Saint-Martin, le gobemouche noir, le pic noir ou le pic mar.
Le territoire possède deux principaux types de sols, favorisant la présence d'une flore variée. Les affleurements marneux ou argileux abritent plusieurs espèces végétales rares du nord de la France ; à l'inverse, les milieux sableux et pelouses des lisières accueillent une flore plus méridionale. Plusieurs espèces végétales menacées, parfois protégées, sont présentes dans les massifs forestiers : l'osmonde royale, l'ophioglosse commun, la laîche des sables, la véronique en épis, la bruyère cendrée ou quaternée, ainsi que plusieurs orchidées.

### Sites touristiques majeurs du parc et fréquentation

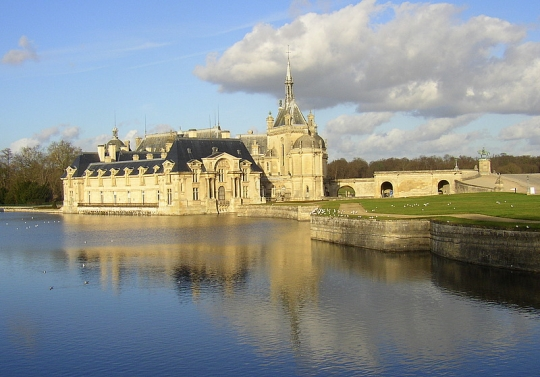
Le château de Chantilly.

Le territoire du parc comporte plusieurs destinations touristiques majeures : trois des quatre sites touristiques les plus fréquentés de Picardie se trouvent sur son territoire : le parc Astérix (1 821 000 visiteurs en 2009), la Mer de sable (358 000) et le château de Chantilly (275 775). Outre ces deux parcs d'attractions, plus de cent monuments classés ou inscrits composent le patrimoine du parc attirant un public non négligeable. Outre le château de Chantilly et son domaine, son musée vivant du cheval, on peut noter la présence de la vieille ville de Senlis (secteur sauvegardé) et sa cathédrale, le parc Jean-Jacques-Rousseau à Ermenonville ainsi qu'un certain nombre d'abbayes : Royaumont, du Moncel et de Chaalis.

## Historique et fonctionnement du parc

### Une longue gestation
La création du parc naturel régional Oise-Pays de France s'est révélée particulièrement longue et complexe, avec plus de vingt ans de gestation, contre une dizaine d'années en moyenne pour la plupart des autres parcs[source insuffisante].
Dès les années 1970, le docteur Bocquet, des chasseurs et naturalistes, ainsi que la société des amis des forêts de Chantilly, Halatte, Ermenonville (Safec) organisent des réunions publiques en vue de la création d'un espace protégé, face à l'urbanisation croissante provoquant une fragmentation de l'are vitale des cerfs de la région, et à la forte fréquentation des massifs forestiers par le public, dérangeant les animaux. En 1985, une étude de faisabilité est réalisée, mais elle ne débouche sur aucune réalisation concrète, face au manque de motivation de nombreux élus, soucieux de ne pas perdre de leurs prérogatives. En 1987, dans le cadre de l'année européenne de l'environnement, le ministère de l'agriculture envisage non pas un parc régional, mais un parc national. Toutefois le territoire n'est par sa nature pas éligible à ce type de classement. Néanmoins l'idée d'un parc régional est lancée dans une note.
En 1990, un schéma directeur concernant vingt-neuf communes est élaboré par les élus de Senlis et Chantilly, avec pour objectif de mieux maîtriser l'urbanisation, et d'identifier les zones écologiques à préserver. Ce schéma est approuvé en 1995. Toutefois, insatisfait des limites d'un tel schéma, au début des années 1990, Patrice Marchand, maire de Gouvieux, entreprend avec trois autres élus la création d'un parc naturel régional autour du massif des Trois Forêts, afin de protéger cet espace d'une pression foncière croissante ; il devient porteur du projet. Le 27 juin 1997, après des études de faisabilité, les régions Picardie et Île-de-France mettent officiellement à l'étude le projet d'un parc interrégional. Le 12 janvier 1998, une association pour l'élaboration de la charte du PNR des Trois forêts est créée par Patrice Marchand et tient sa première assemblée constitutive : elle réunit les collectivités concernées, et a pour mission d'établir les documents du projet de charte.
La création d'un parc protégeant ce territoire se révèle complexe. La fédération des parcs naturels régionaux émet de sérieuses réserves, en particulier quant à la présence de zones urbaines au sein du territoire, de grandes voies de communications, ainsi qu'une pression foncière très importante ; les acteurs locaux, chasseurs, propriétaires de forêts privées, sont quant à eux peu enclins à accepter de nouvelles contraintes, qu'imposent nécessairement la mise en place d'un parc. Le 19 juin 2003, le Comité économique et social d'Île-de-France émet un avis favorable sur le projet de charte,. En juillet 2003, le projet est officiellement transmis au préfet de la région Picardie. Par décret du 18 janvier 2021 la classement du parc est reconduit pour 15 ans à compter de la date du décret.
Le territoire englobe initialement soixante-deux communes, mais trois d'entre elles, Saint-Vaast-de-Longmont, Vémars et Verberie, refusent d'adhérer au parc, leurs projets d'urbanisation étant incompatible avec la charte du parc.
Quinze nouvelles communes (dont Saint-Vaast-de-Longmont) intègrent le parc naturel régional le 18 janvier 2021.

### Objectifs
Contrairement à la plupart des parcs en France dont la mission est de maintenir une population en faisant vivre des activités respectueuses de l'environnement, le parc Oise-Pays de France a essentiellement pour but de préserver un territoire péri-urbain, d'une richesse historique et architecturale exceptionnelle, menacé par la pression foncière due à la proximité de Paris (moins de 30 km) et de la plateforme aéroportuaire en pleine expansion de Roissy Charles De Gaulle (à moins de 10 km des limites sud du parc).
Le parc s'est donné, via sa charte, l'objectif primordial de maîtriser l'évolution de son territoire et de répondre aux enjeux suivants :
- préserver et gérer durablement le patrimoine naturel, culturel paysager et historique du territoire : il s'agit en particulier de préserver la libre circulation de la faune (dont de grands mammifères) dans le corridor biologique naturel reliant encore la forêt de Chantilly à la forêt d'Halatte, afin de limiter les risques d'érosion génétique ;
- promouvoir un développement économique respectueux de l'environnement et du patrimoine ;
- développer un tourisme nature/culture maîtrisé et sensibiliser le public à l'environnement et au patrimoine.

Cependant, un parc naturel régional ne constitue pas une protection en soi ; ce sont les ZNIEFF, les zones Natura 2000 et les sites classés et inscrits qui protègent le patrimoine naturel et paysager.

### Les communes du parc

#### Oise
- Apremont
- Auger-Saint-Vincent
- Aumont-en-Halatte
- Avilly-Saint-Léonard
- Barbery
- Beaurepaire
- Boran-sur-Oise
- Borest
- Brasseuse
- Chantilly
- La Chapelle-en-Serval
- Courteuil
- Coye-la-Forêt
- Creil
- Ermenonville
- Fleurines
- Fontaine-Chaalis
- Fresnoy-le-Luat
- Gouvieux
- Lamorlaye
- Montagny-Sainte-Félicité
- Montépilloy
- Mont-l'Évêque
- Montlognon
- Mortefontaine
- Nanteuil-le-Haudouin
- Orry-la-Ville
- Plailly
- Pontarmé
- Pontpoint
- Pont-Sainte-Maxence
- Précy-sur-Oise
- Raray
- Rhuis
- Roberval
- Rully
- Saint-Maximin
- Saint-Vaast-de-Longmont
- Senlis
- Thiers-sur-Thève
- Ver-sur-Launette
- Verberie
- Verneuil-en-Halatte
- Villeneuve-sur-Verberie
- Villers-Saint-Frambourg-Ognon
- Vineuil-Saint-Firmin

#### Val-d'Oise
- Asnières-sur-Oise
- Beaumont-sur-Oise
- Bellefontaine
- Belloy-en-France
- Béthemont-la-Forêt
- Châtenay-en-France
- Chaumontel
- Chauvry
- Fosses
- Jagny-sous-Bois
- Lassy
- Luzarches
- Maffliers
- Mareil-en-France
- Mours
- Nointel
- Noisy-sur-Oise
- Le Plessis-Luzarches
- Presles
- Saint-Martin-du-Tertre
- Seugy
- Survilliers
- Viarmes
- Villiers-Adam
- Villiers-le-Sec

Les communes partiellement retenues pour le parc « sont reconnues comme communes du Parc et donc adhérentes au Syndicat mixte. Le Parc propose à ces communes des actions pouvant être menées, par convention, sur les espaces non inclus dans le Parc ».

### La création du parc
Le parc a été créé officiellement par décret du Premier ministre le 13 janvier 2004. L'arrêté de création du syndicat mixte d'aménagement et de gestion du parc a été pris par le préfet de l'Oise, le 27 janvier 2004.
Lors de l'installation du premier comité syndical du parc le 20 février 2004, le bureau élu était constitué de Patrice Marchand, président du parc naturel régional, conseiller général de l'Oise et maire de Gouvieux, et de six vice-présidents : Isabelle Maupin, conseillère régionale de Picardie, Michèle Loup, conseillère régionale d'Île-de-France, Jean-Paul Douet, vice-président du conseil général de l'Oise, Bernard Messeant, vice-président du conseil général du Val-d'Oise, Jacques Renaud, maire de Châtenay-en-France, et Michel Segond, maire-adjoint d'Aumont-en-Halatte. À la suite des élections municipales de 2008, Bernard Messeant laisse place à Jean-Pierre Barentin, conseiller général du Val-d'Oise, et Michel Segond à Alexis Patria, maire de Fontaine-Chaalis.
La convention d'application de la charte du parc a été signée avec l'État, le 5 juillet 2004 à Senlis. Depuis le 26 juillet 2006, le siège du parc naturel régional Oise - Pays de France est installé au château de la Borne Blanche à Orry-la-Ville, racheté la même année à la SNCF. La maison du parc abrite l'équipe technique, et constitue un lieu d'accueil des élus et du public.

### Un parc favorisant les plus favorisés? Les critiques du parc
Les conditions de la mise en place du parc ont fait l'objet d'une étude par les sociologues Michel Pinçon et Monique Pinçon-Charlot. Selon eux, « Si les parcs naturels régionaux ont pour mission d'assurer les activités économiques locales (…) et de sensibiliser le public à la protection du patrimoine à la fois naturel et culturel, celui des Trois Forêts assure aussi la pérennité des espaces et des modes de vie grand-bourgeois. (…) Le parc régional est marqué par cette omniprésence de l'aisance matérielle ». Les limites du parc ont été définies selon des critères naturels qui recoupent des critères et des intérêts sociaux. Le parc inclut un certain nombre de domaines de grands propriétaires ainsi que des villes huppées comme Chantilly et Senlis tout en évitant les quartiers urbanisés ou industrialisés plus populaires de villes comme Creil, Pont-Sainte-Maxence ou Fosses. Parmi les familles inscrites au Bottin mondain résidant dans l'Oise, 38 % sont situées dans le territoire du parc.
Selon les sociologues, « Le Parc accroît les phénomènes de ségrégation » : les prix de l'immobilier augmentent et empêchent l'installation des jeunes couples sur le territoire du parc. Les difficultés de circulation sont concentrées en périphérie du parc alors que les habitants de celui-ci restent à l'abri pour l'essentiel de ce type d'inconvénients. Les intérêts de la nature participent aussi aux intérêts de la noblesse, de la grande bourgeoisie et des plus aisés en général.

### Le logo

Le logo du parc évoque le patrimoine naturel et forestier du parc ainsi que son patrimoine historique et culturel.

Comme tous les autres parcs en France, le parc naturel régional Oise-Pays de France a défini un logo, permettant son identification par des symboles locaux. Celui-ci - un pic vert et quatre feuilles - évoque le patrimoine naturel et forestier du parc (pic vert) et son patrimoine historique et culturel (les quatre feuilles symbolisent l'ornementation gothique).

### Gestion administrative
La gestion du parc est assurée par un syndicat mixte, collectivité territoriale au même titre que les communes ou les communautés de communes. Ce syndicat est constitué par les 59 communes du parc, les deux régions Picardie et Île-de-France, ainsi que les deux départements de l'Oise et du Val-d'Oise. Son rôle est de veiller au respect de la charte, et de mener des programmes d'actions visant à atteindre les objectifs de la charte.
Le syndicat est géré par un comité syndical, assemblée des 74 délégués élus représentant les communes, les régions et les départements. À sa tête, un bureau de 27 membres prépare les travaux du comité syndical et nomme un président ainsi que six vice-présidents. Divers groupes de travail ainsi que des commissions réunissent les principaux acteurs du parc : élus, représentants socioprofessionnels, services de l'État, etc. Ils préparent et assurent le suivi de la mise en œuvre des actions.

### Budget
Le budget de fonctionnement du parc est proche d'un million d’euros en 2010. Ce budget est constitué à 70 % par les régions et les départements, 20 % par les communes, et 10 % par l'État. Les programmes d'actions sont quant à eux financés dans le cadre de contrats pluriannuels, signés avec les régions, les départements et l'État. Une première enveloppe de 5 410 000 euros a été accordée pour les années 2004, 2005 et 2006, afin de mettre en œuvre les premières actions du parc. Dans ce but, l'institution a recruté des chargés de missions, experts dans leur domaine d'intervention respectif. Cette équipe pluridisciplinaire est constituée de dix-huit personnes, qui ont pour mission d'apporter conseils et appui technique aux communes et aux partenaires.
Le premier budget a été voté le 18 mars 2004 par le comité syndical. Ce budget primitif s'élevait à 666 500 euros pour la section de fonctionnement, et 472 660 euros pour la section d'investissement. Le budget opérationnel se montait à 206 000 euros. De nouvelles opérations ont été décidées en octobre de la même année, pour un budget de 148 224 euros. Le premier programme d'actions a été déposé auprès des partenaires en mai et octobre : ce programme comprenait vingt actions, pour un budget opérationnel de 845 833 euros.

## Programmes d'actions
En 2004, le parc nouvellement créé met en œuvre plusieurs actions, conformément à sa charte.

### Maîtrise de l'évolution du territoire
Situé à proximité immédiate des zones d'expansions de la région parisienne, l'un des principaux objectifs est la maîtrise de l'expansion des activités économiques et de l'urbanisation. La charte signée par chaque commune définie strictement les zones d'expansions urbaines possibles. Le PNR est même amené à déposer des recours en justice contre des projets d'urbanisme entrepris par ses propres communes membres. Ainsi, le PNR a dénoncé le permis de construire accordé par la mairie de La Chapelle-en-Serval pour un projet de centre commercial en limite de la région Île-de-France, au sud du parc. La justice a par ailleurs annulé un projet d'extension d'une décharge dans la commune d'Épinay-Champlâtreux à la suite d'un autre recours du PNR, du fait que le projet s'opposait aussi aux engagements pris par la commune dans la charte du parc.
Concernant la maîtrise de l'évolution du territoire, on peut citer les études relatives aux corridors écologiques, qui ont amené le parc à négocier avec la SNCF la nature des clôtures le long de la ligne Paris-Nord à Lille, qui entravaient la migration des cervidés en forêt de Chantilly ; ou encore l'étude de définition des pistes cyclables de la communauté de communes de l'aire cantilienne.
Le parc a engagé une action contre le phénomène de « cabanisation » : outre son impact environnemental, la problématique est également d'ordre social et sanitaire, ces habitations précaires ne possédant pas l'électricité ou l'eau courante. En 2008, deux-cents parcelles étaient cabanisées, dont 80 dans des corridors écologiques.

### Mise en valeur du patrimoine environnemental et historique
Pour le volet préservation de la richesse et de la diversité du patrimoine naturel, le parc a engagé une étude sur l'intégration des enjeux patrimoniaux dans la révision d'aménagement 2005/2020 de la forêt de Chantilly, un programme d'inventaire floristique, ainsi qu'un plan de gestion écologique des étangs de Commelles. Concernant la mise en valeur du patrimoine historique et culturel, le parc a financé une étude de faisabilité d'un écomusée de la poterie et de la céramique en vallée de l'Ysieux.
La préservation des paysages naturels et bâtis du territoire a également amené le parc a financer l'élaboration d'un cahier de recommandations architecturales, afin de maintenir une unité paysagère, ainsi que la mise en place d'un fonds pour l'intégration paysagère des bâtiments agricoles, ou liés à l'activité forestière.

### Promotion du développement économique responsable et du tourisme
Les missions du parc comportent un volet de développement économique. Plusieurs études ont été lancées par le syndicat du parc afin d'établir un état des lieux des secteurs économiques en lien avec le territoire, la nature et l'environnement : les domaines privilégiés sont l'agriculture, la filière bois, la filière équestre et hippique. Le parc a pour objectif de promouvoir l'agriculture locale. Il a ainsi mis en place un label dénommé « Producteurs Oise - Pays de France », mettant en avant les producteurs de fruits et légumes et autres produits de la ferme effectuant de la vente directe ou sur les marchés des communes du parc,.
Un autre domaine d'intervention est le secteur du cheval et notamment le secteur des courses hippiques de l'agglomération de Chantilly. Le parc a ainsi financé une signalétique et des dépliants avertissant les visiteurs de la forêt de Chantilly de la circulation des chevaux de course en forêt. Le parc élabore enfin une charte forestière du territoire dont l'objectif est de concilier la production de bois et la promotion de cette filière avec les impératifs environnementaux du parc et les autres usagers de la forêt.
Dans le domaine touristique, le PNR n'a pas d'action directe sur un territoire déjà couvert par de multiples structures d'accueil touristiques, mais il participe à la définition d'une stratégie touristique et à sa coordination. Il crée des supports de communications à destination des visiteurs (brochure d'informations, parcours de randonnées), forme des guides chargés d'organiser des visites du territoire et participe à la création de sentiers de découverte.

### Information et sensibilisation du public

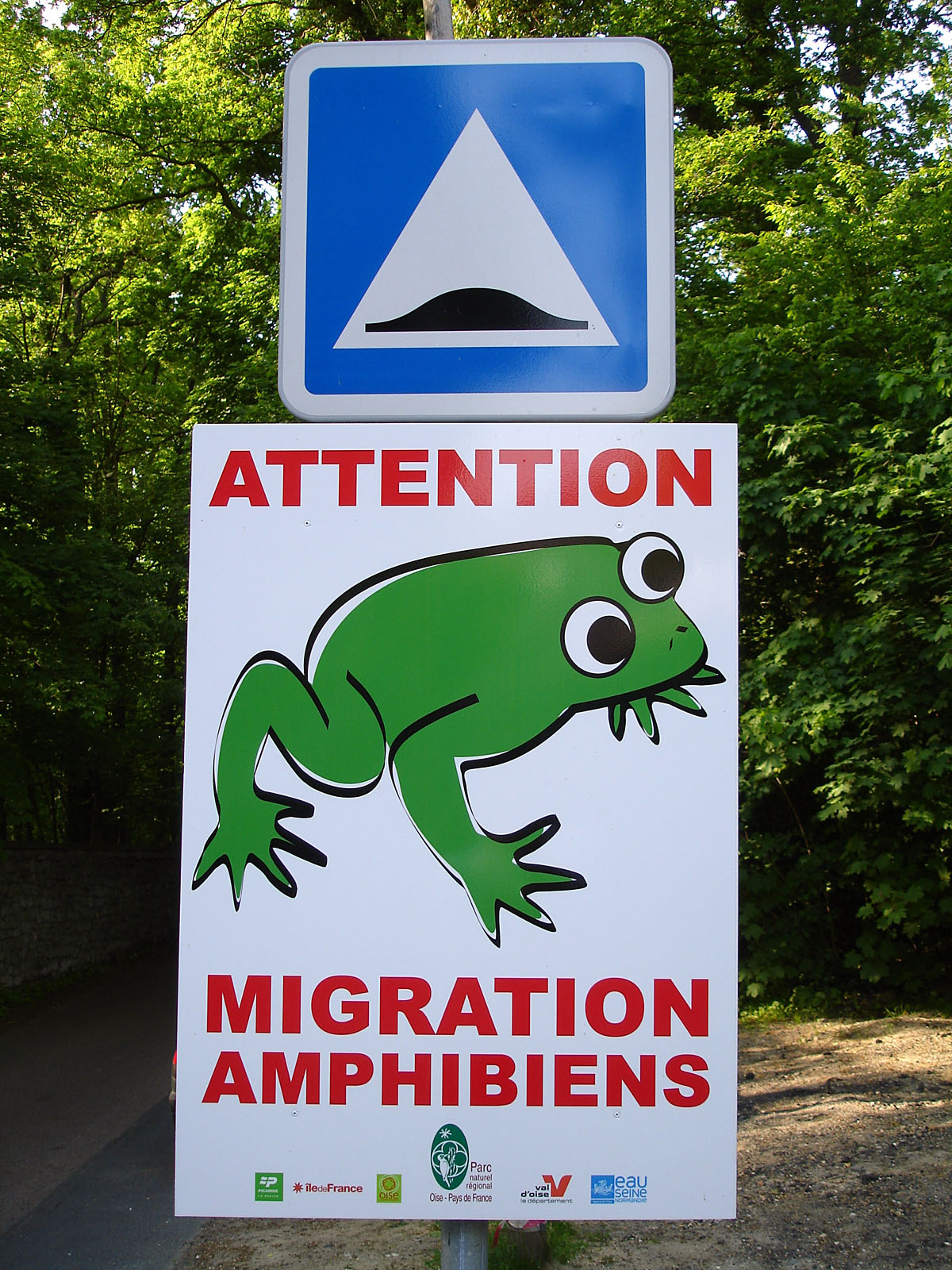
Le parc a engagé une campagne d'action et d'information sur la migration des amphibiens afin de limiter leur mortalité sur les routes.

Depuis 2006, le parc tente de sensibiliser les habitants du territoire, tout particulièrement les jeunes enfants et les adolescents, à la protection du patrimoine et de l'environnement. Dans ce but, il assure des animations pédagogiques à destination des enseignants et des outils de sensibilisation pour les élèves ainsi que le subventionnement d'actions concrètes pour l'environnement comme l'aménagement de jardins pédagogiques. Diverses manifestations sont proposées à destination des adultes : des expositions, des sorties découvertes, des sorties nocturnes contées ou encore des chantiers-nature. Ces dernières opérations ont attiré six-cents personnes en 2008.
La communication du parc fait appel à plusieurs supports de diffusion comme le magazine « Soyons parc » qui est envoyé trois fois par an aux soixante mille foyers du territoire ou comme le guide « Vivons le parc ! », présentant les animations nature et patrimoine, qui est proposé sur 131 points à travers le parc ou bien comme la mise en ligne d'un site web en février 2008 qui a attiré 19 462 visiteurs durant la même année.
Un guide touristique du parc présentant le patrimoine et les activités ainsi que les produits du terroir du territoire, a été publié à dix mille exemplaires en 2008. Trois plaquettes d'information et de sensibilisation sur les massifs forestiers du parc ont été diffusées à quinze mille exemplaires. Elles sont également disponibles en téléchargement sur le site web du parc. Celle dédiée au massif d'Halatte a été achevée en 2007, les deux autres, consacrées aux massifs de Chantilly et Ermenonville l'ont été en 2008. Ces publications répondent à une demande croissante d'information de la part du public, et permettent d'assurer une sensibilisation à la gestion et à la préservation du patrimoine naturel.
Enfin, le parc a conclu un partenariat en 2008 avec une maison d'édition picarde, « Le trotteur ailé », afin de publier un ouvrage sur le parc naturel régional, visant à accroître sa notoriété : publié à deux mille exemplaires, celui-ci est diffusé en librairie à destination du grand public.
En revanche, contrairement à la plupart des autres parcs régionaux français, le parc Oise-Pays de France ne compte aucun écomusée en 2010.